# Wołochwa Wielka
Wołochwa Wielka (biał. Вялікая Валахва, ros. Большая Волохва) – wieś na Białorusi, w obwodzie brzeskim, w rejonie baranowickim, w sielsowiecie Małachowce.

## Geografia
Położona jest nad Myszanką (prawy dopływ Szczary), 3,5 km od centrum administracyjnego sielsowietu Małachowce (Mirny), 6 km od najbliższego miasta (Baranowicze), 190 km od centrum administracyjnego obwodu (Brześć), 140 km od Mińska.
W roku 2019 w miejscowości znajdowało się 56 gospodarstw.

## Demografia
W roku 2019 miejscowość liczyła sobie 149 mieszkańców, w tym 80 w wieku produkcyjnym.